# Гровенор, Ричард, 1-й граф Гровенор

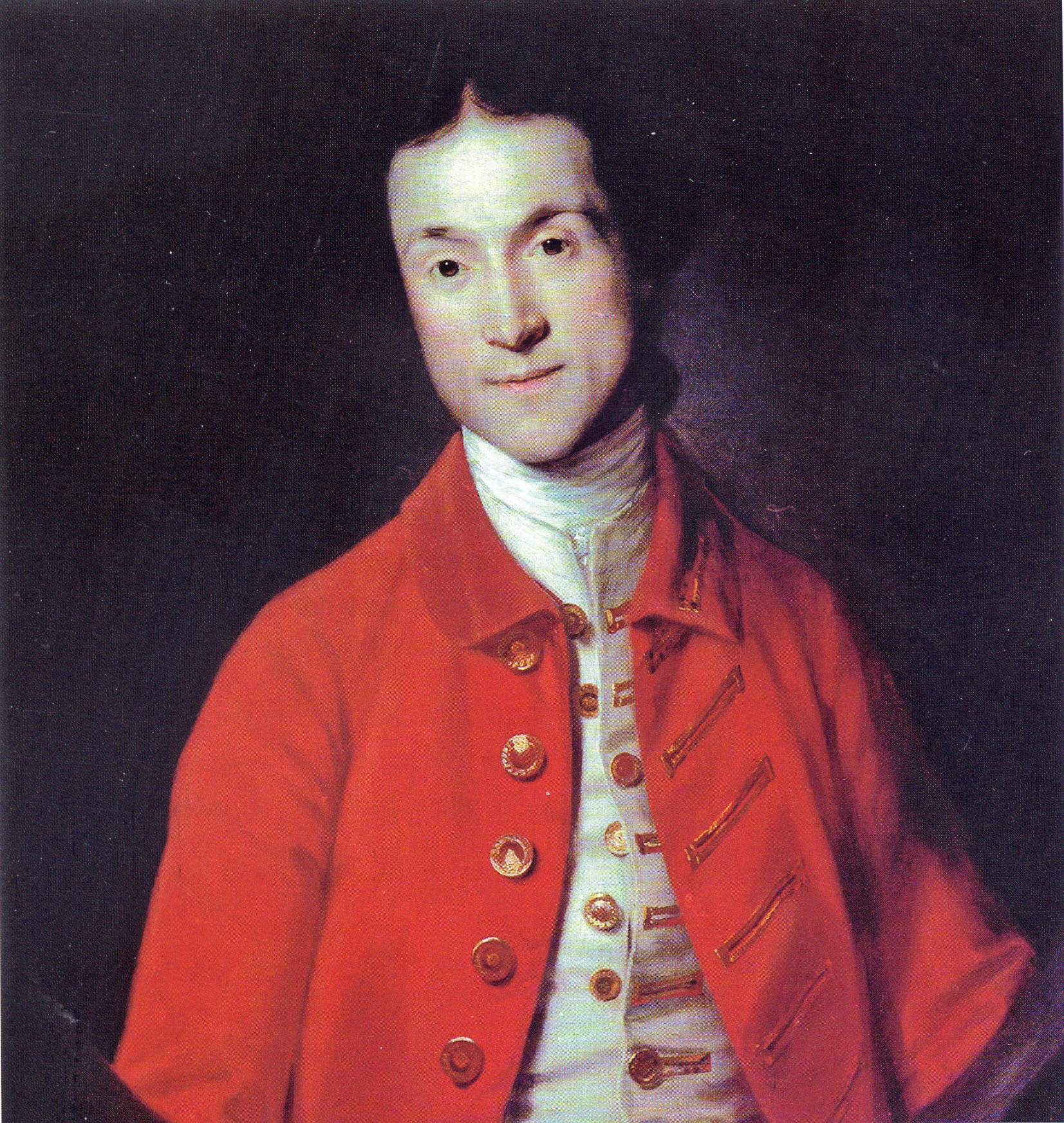
Ричард, 1-й граф Гровенор, вероятный автор портрета — Джошуа Рейнольдс

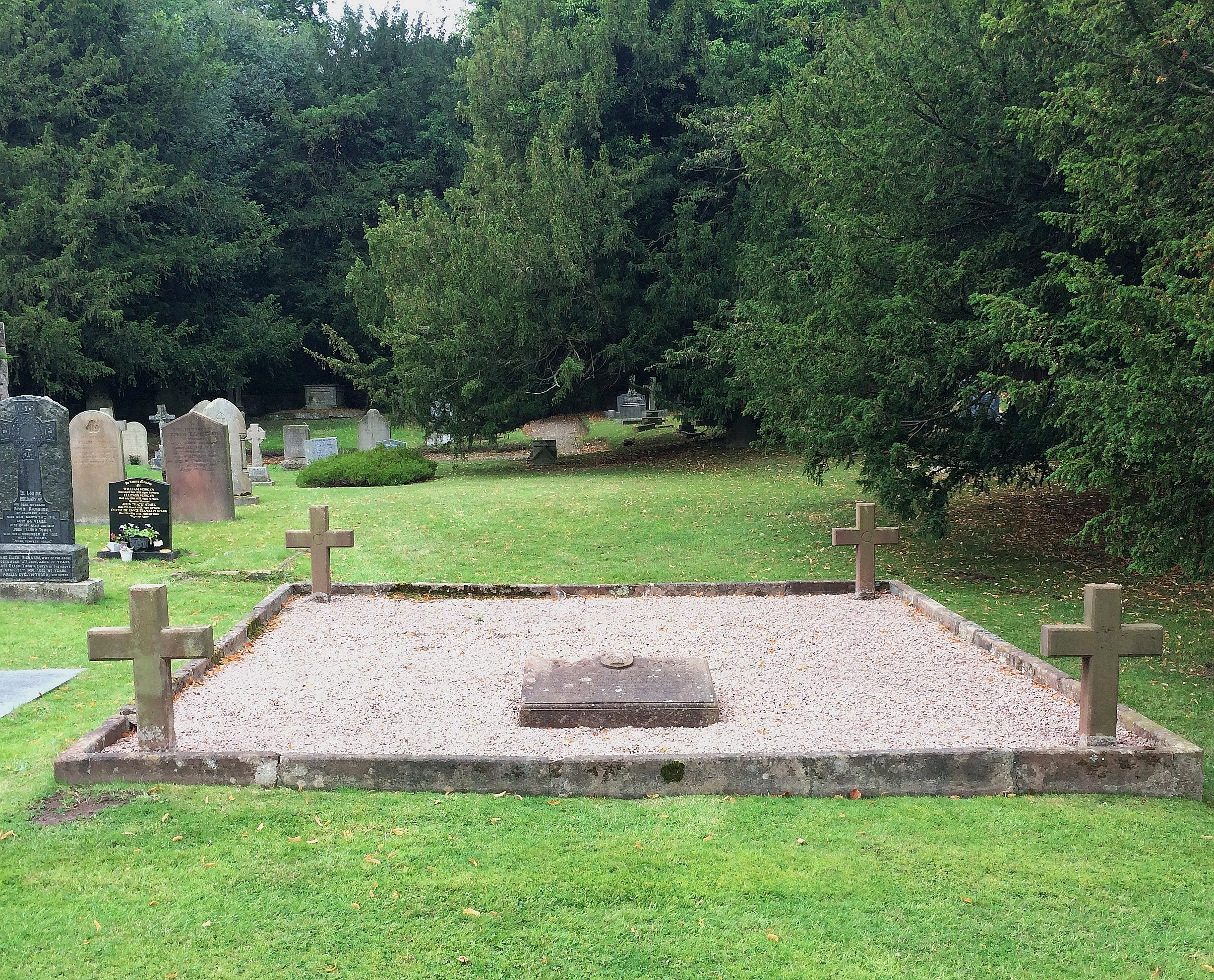
Церковь Святой Марии, Экклстон — огороженное пространство, которое отмечает место семейного склепа Гровенор в разрушенной старой церкви

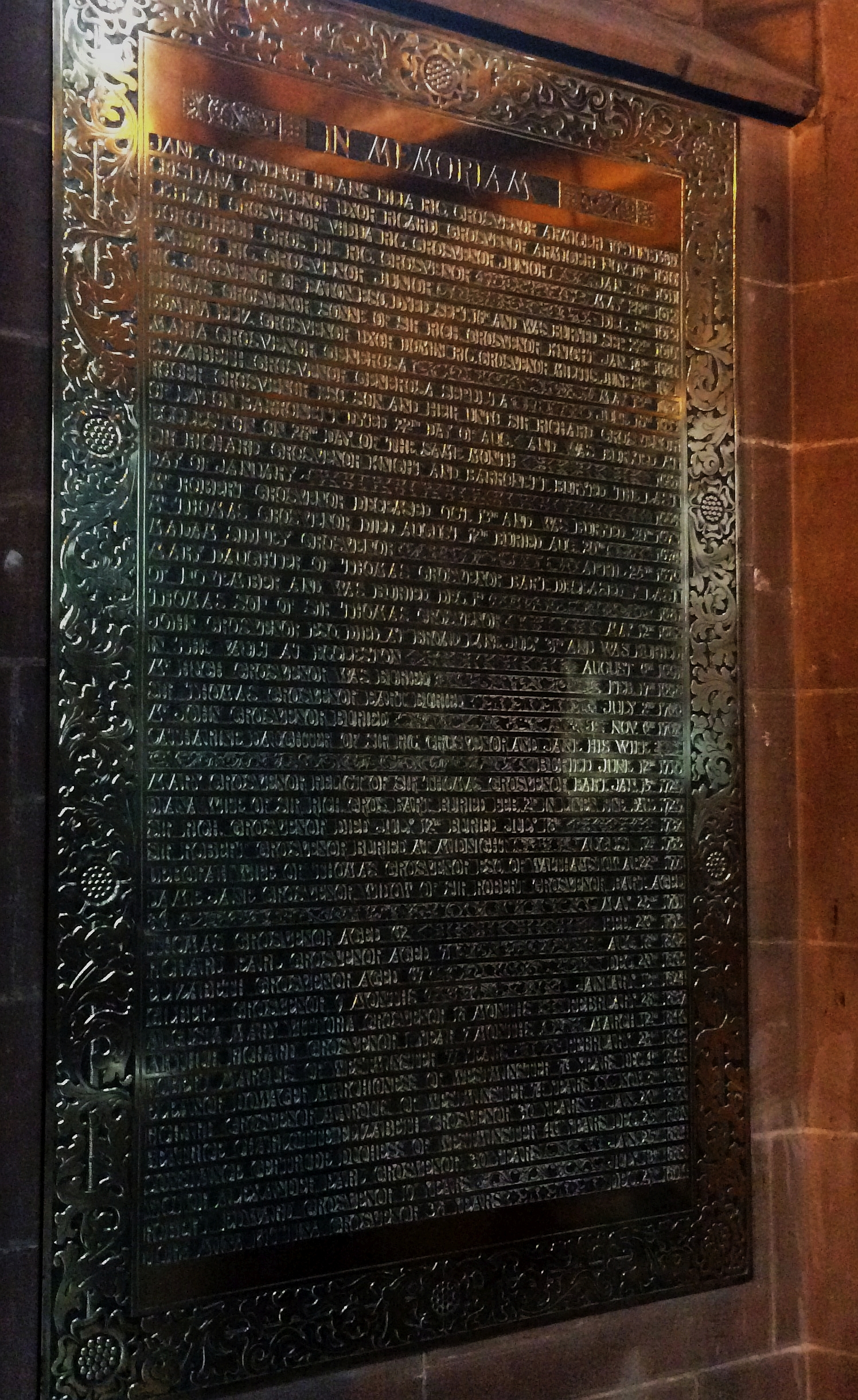
Церковь Святой Марии, Экклстон — табличка в новой церкви, на которой перечислены Гровеноры, похороненные в разрушенной старой церкви.

Ричард Гровенор, 1-й граф Гровенор (англ. Richard Grosvenor, 1st Earl Grosvenor; 18 июня 1731 — 5 августа 1802) — британский политик, пэр и аристократ, 7-й баронет из Итона (1755—1802), 1-й барон Гровенор (1761—1802) и 1-й граф Гровенор (1784—1802). Владелец скаковых лошадей и коллекционер произведений искусства.
С 1755 по 1761 год — сэр Ричард Гровенор, 7-й баронет из Итона, с 1761 по 1784 год — лорд Гровенор. В 1784 году ему были пожалованы титулы виконта Белгрейва и графа Гровенора.

## Ранняя жизнь
Ричард Гровенор родился 18 июня 1731 года в Итон-холле, графство Чешир. Старший сын сэра Роберта Гровенора (1695—1755), 6-го баронета из Итона (1733—1755), и Джейн Уорр (ок. 1705—1791). Он получил образование в Ориел-колледже в Оксфорде, получив степень магистра в 1751 году и степень доктора гражданских прав в 1754 году.

## Политическая жизнь
Он стал членом парламента (Палаты общин) от Честера в 1754 году и продолжал представлять город до 1761 года, когда стал бароном Гровенором и членом Палаты лордов. В 1759 году он был мэром Честера, а в 1769 году оплатил строительство Инстгейта в городе. Гровенор расширил свое поместье, купив в 1769 году деревню Белгрейв и поместье Экклстон. Он стал 7-м баронетом после смерти своего отца 1 августа 1755 года.
Первоначально Ричард Гровенор, как и его отец, был тори, но позже он стал поддерживать идеи Уильяма Питта-Старшего. В 1758 году он объявил себя сторонником правительства Питта-Ньюкасла, и после этого он получил титул барона Гровенора в 1761 году. Однако, когда тори граф Бьют стал премьер-министром Великобритании в следующем году, Ричард Гровенор изменил свою лояльность. Затем, когда Питт вернулся к власти в правительстве Четэма в 1766—1768 годах, Гровенор вернулся, чтобы поддержать его. В 1770-х годах он поддерживал лорда Норта во время Американской войны за независимость. Он голосовал против Фокса в 1783 году был принят билль об Индии, а в следующем году Уильям Питт-Младший наградил его титулом 1-го графа Гровенора.

## Личные интересы
В остальном Гровенор был заинтересован в приобретении искусства и в скачках на лошади Потооооооо. Он также был главным покровителем сатирика и журналиста Уильяма Гиффорда. Для своей художественной коллекции он приобретал произведения из Италии, а также покупал картины Бенджамина Уэста (в том числе его картину о Смерти генерала Вольфа), Томаса Гейнсборо, Ричарда Уилсона и Джорджа Стаббса. В 1788 году сборник литературных произведений, составленный в Итоне, был опубликован под названием «Хроника Итона», или «Солонка». В 1777 году Гровенор был назначен членом Королевского общества. Для разведения своих скаковых лошадей лорд Гровенор основал конюшни в Уолласи и Итоне. Его лошади трижды выигрывали дерби, а дубы-шесть. Его жокеи были желтыми, с черной шапочкой.
В 1760-х годах лорд Гровенор занимал Обри-Хаус в районе Кэмпден-Хилл Холланд-Парка. Синяя мемориальная доска совета лондонского графства увековечивает память Гровенора и других жителей этого дома.

## Семья
19 июля 1764 года Ричард Гровенор женился на Генриетте Вернон (ок. 1745—1828), дочери Генри Вернона (1717—1765) из Хилтон-парка, Стаффордшир, и леди Генриетты Уэнтуорт (1720—1786). У них было четыре сына. Однако брак не был счастливым, и Генриетта завела роман с Генрихом, герцогом Камберлендским, младшим братом короля Великобритании Георга III. Любовники были обнаружены на месте преступления, в 1769 году, что привело к предъявлению Гровенором иска против герцога в «преступной связи» (то есть супружеская измена). Графу Гровенору была присуждена выплата убытков в размере £10,000, которые вместе с затратами, составил награда £13,000 (£1,630,000 в 2015 году). Но Ричард Гровенор также был известен тем, что сам был виновен в прелюбодеянии, регулярно разыскивая проституток на Лестер-Сквер, поэтому он не мог подать на развод. Пара рассталась, и он выплатил ежегодное пособие в размере 1200 фунтов стерлингов (150 000 фунтов стерлингов в 2015 году) своей бывшей жене , которая вошла в полусвет и была ведущим членом нового женского кружка.

## Смерть
Лорд Гровенор скончался в Эрлс-Корте в 1802 году и был похоронен в фамильном склепе церкви Святой Марии в Экклстоне. Его активы составили «под £70,000» (£5,640,000 в 2015 году), но и его долги были «за £100,000» (£8,050,000 в 2015 году). В 1799 году он (или его ближайший семейный денежный фонд) был оценен как самая богатая небольшая семейная единица в Великобритании с разницей в 49 %, владея 6,25 миллиона фунтов стерлингов (что эквивалентно 618 600 000 фунтов стерлингов в 2019 году). Его преемником в Итон-холле стал его старший сын Роберт Гровенор (1767—1845).